# Thulamela
Thulamela est le plus spectaculaire des quelque 300 sites archéologiques recensés dans le parc national Kruger en Afrique du Sud. Il est situé sur les hauteurs, au sud de la rivière Luvuvhu, offrant une vue panoramique. Découvert dans les années 1990, Sidney Miller y dirige les fouilles de décembre 1993 à juillet 1995 et le site est également partiellement reconstruit.
L'inauguration de Thulamela, reconstruit, est suivi par une centaine d'invités, dont Pallo Jordan, alors ministre de l'Environnement et du Tourisme et le président des parcs nationaux d'Afrique du Sud, Enos John Mabuza (en). 
Le nom Thulamela est un mot-valise formé à partir de « thulwi », en français : monticule et de « mela », en français : grandissant, qui fait référence aux grandes fourmilières de la région.
Les Makahane, une sous-tribu de la branche Vhalembeth, du peuple Venda, ont habité la forteresse en pierre de Thulamela, de 1250 à 1700 de notre ère.  Les perles de verre (en), la céramique chinoise, les textiles importés, les bracelets en ivoire, l'or, le bronze et d'autres bijoux témoignent d'échanges commerciaux importants. Orfèvres qualifiés, les habitants utilisaient le métal comme monnaie d'échange et extrayaient aussi le minerai de fer, qu'ils forgeaient pour l'exporter. Les deux métaux étaient échangés contre de l'ivoire, des perles de verre et des céréales auprès de marchands plus proches de la côte est. Il y avait probablement aussi des liens commerciaux avec l'Afrique de l'Ouest.

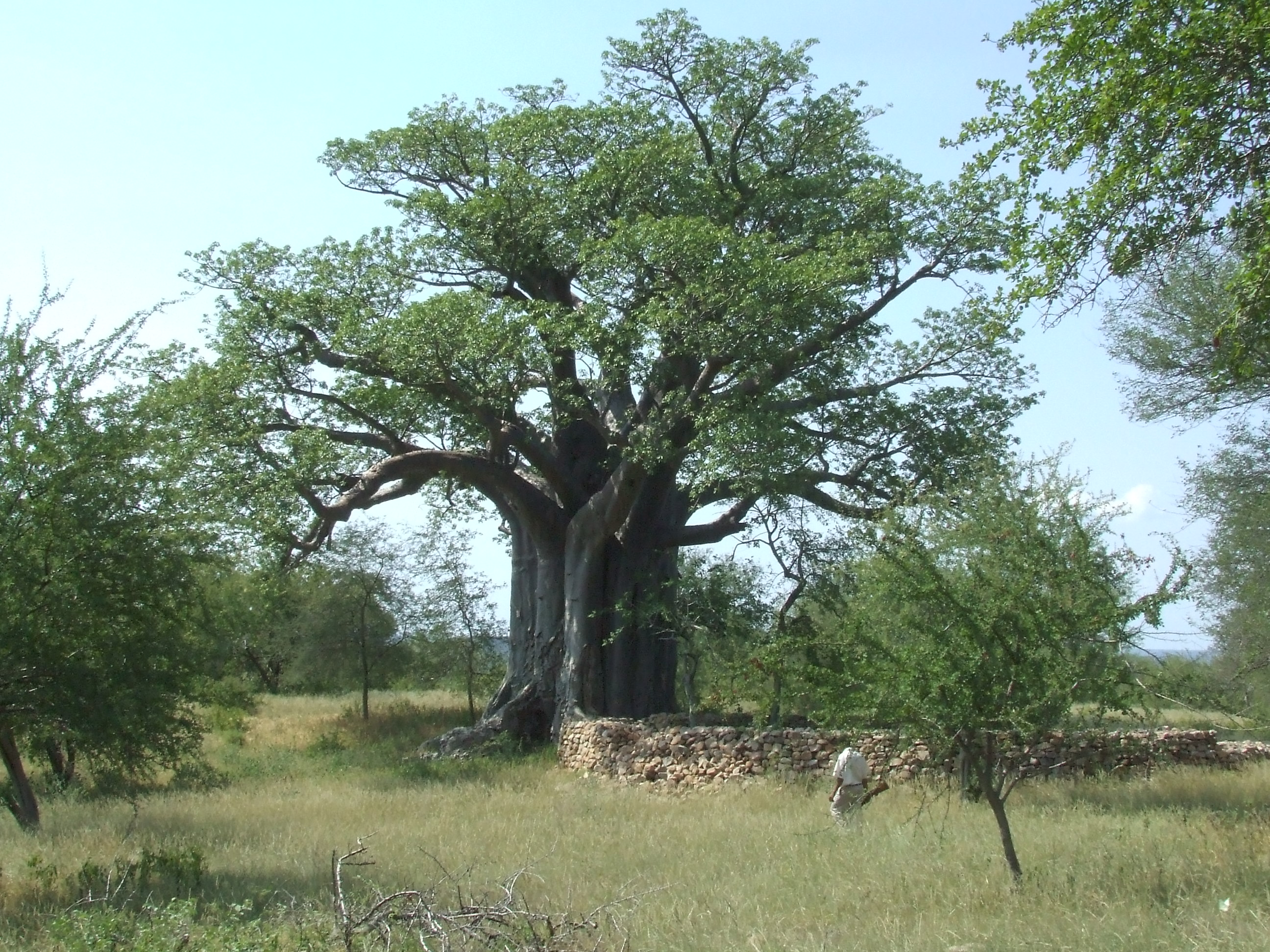
Baobabs @ Ruines de Thulamela près de Pafuri

Les tombes d'un roi et d'une reine du XVIe siècle ont été découvertes lors de fouilles dans les années 1990. Les archéologues les ont nommés Roi Losha et Reine Ingwe et leur château pouvait accueillir, selon une estimation, jusqu'à 1 000 personnes. Les habitations, situées le long des murs en ruines, sur les flancs des collines, à l'extérieur, auraient pu régulièrement héberger 2 000 habitants.
Des ruines similaires se trouvent dans les collines de Mateke, de l'autre côté du fleuve Limpopo, au Zimbabwe. Les falaises Makahane se trouvent dans la même zone du parc national Kruger, au nord-est de la porte Punda Maria, près de la rivière Luvuvhu et étaient également une implantation Vhalembethu. 

### Source de la traduction
- (en) Cet article est partiellement ou en totalité issu de l’article de Wikipédia en anglais intitulé « Thulamela » (voir la liste des auteurs).